# Rabbel II Soter
Rabbel II Soter (ar-Rabil; I secolo – 106) fu l'ultimo sovrano del Regno nabateo, regnando dal 70 al 106.

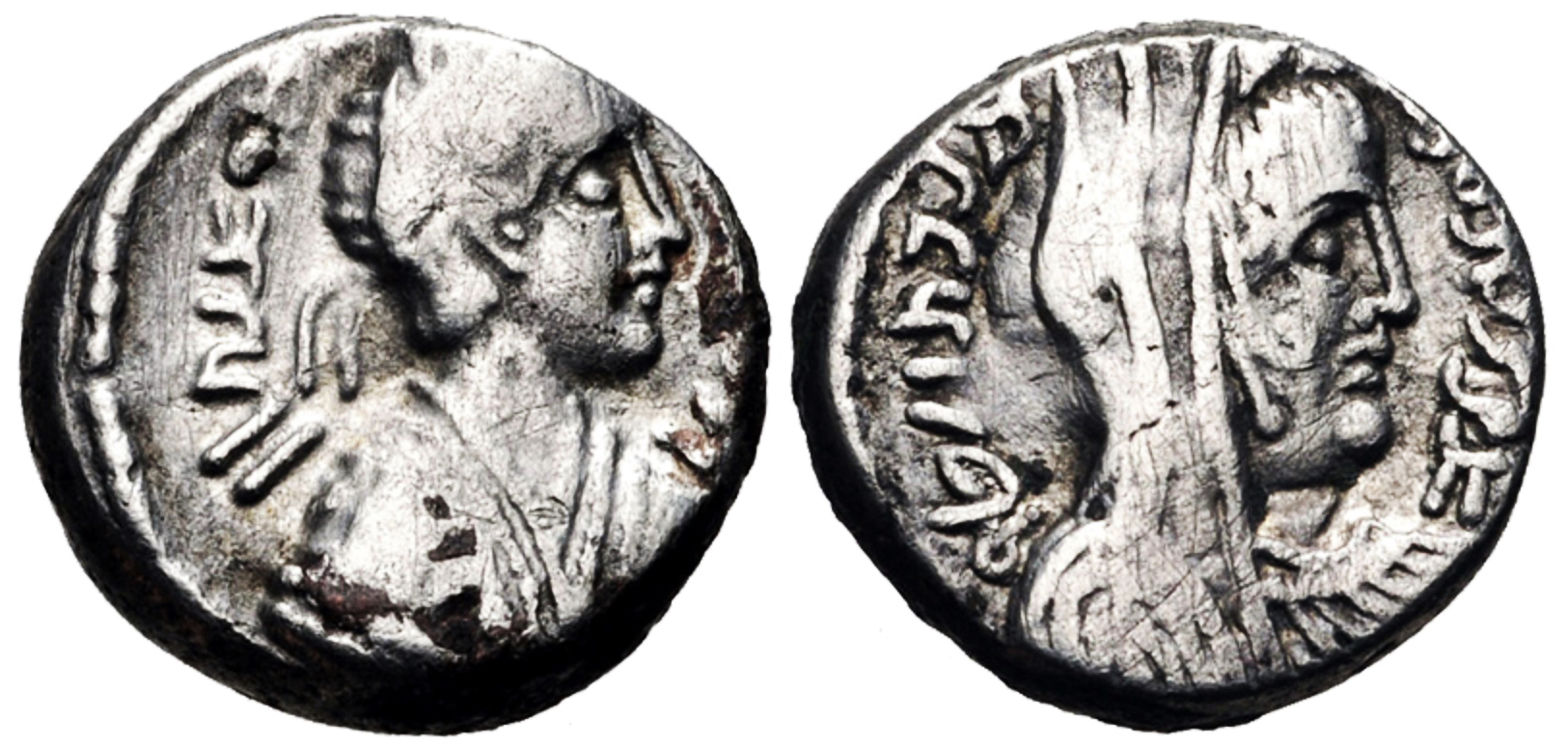
Dracma d'argento di Rabbel II con Shaqilat II

Dopo la morte di suo padre, Malichus II, ar-Rabil ancora bambino, salì al trono. Sua madre, Shaqilath II, ha assunto il controllo del governo nei primi anni. Sua sorella Gamilath divenne regina dei Nabatei . Ar-Rabil si è dato il titolo in antico greco di "Soter", significa "Salvatore", o "Colui che ha dato la vita e la liberazione al suo popolo".
Dopo la sua morte nel 106, l'imperatore romano Traiano non affrontò praticamente alcuna resistenza e conquistò il regno il 22 marzo 106. Divenne la provincia romana Arabia Petraea, con Bosra divenne la capitale provinciale.